# Лимановка (Херсонская область)
Лимановка (укр. Лиманівка) — село в Бехтерской сельской общине Скадовского района Херсонской области Украины.
Население по переписи 2001 года составляло 381 человек. Почтовый индекс — 75641. Телефонный код — 5539. Код КОАТУУ — 6522385502.

## Местный совет
7564, Херсонская обл., Голопристанский р-н, пос. Черноморское